# نیام بالاخاری
نیام بالاخاری یا فاسیای سوپراسپینوس (Supraspinous fascia)، مورد استخوانی‌رشته‌ای را که در آن ماهیچه بالاخاری قرار دارد تکمیل می‌کند. این نیام از طریق سطح عمیق خود به برخی از رشته‌های ماهیچه متصل می‌شود.
نیام بالاخاری از نظر داخلی ضخیم است، اما از طرف جانبی زیر رباط غرابی‌سرشانه‌ای (کوراکوآکرومیال) نازک‌تر است.